# Acacia glandulosa
Acacia glandulosa är en ärtväxtart som beskrevs av Jean Baptiste Antoine Guillemin. Acacia glandulosa ingår i släktet akacior, och familjen ärtväxter. Inga underarter finns listade i Catalogue of Life.